# MONDAR editores
MONDAR editores foi uma casa editora portuguesa criada a partir de publicações de vanguarda, de intervenção cultural e política, que se intitulavam Cadernos de Hoje e desafiavam o regime salazarista.  A sede dos Cadernos de Hoje situava-se no segundo andar esquerdo B do nº 15 da Travessa do Fala-Só, em Lisboa. No esquerdo C morava e trabalhava José Ernesto de Sousa, artista, crítico de arte, cineasta e dirigente do Cineclube Imagem.
Publicados em 1964, apresentavam-se os Cadernos de Hoje como edições de autor. Em 1974, depois de uma paragem de cerca de dez anos, liderada pelas mesmas pessoas e publicando livros de teor idêntico, surge a MONDAR editores, com sede no nº 48 r/c esq. da Estrada de Moscavide. Mantem-se activa até à Revolução dos Cravos (1975).
Embora de curta duração e com reduzido número de obras editadas, estas iniciativas acabaram por ter impacto importante nos meios culturais da época.

## História
Tanto os Cadernos de Hoje como a MONDAR eram financiados por Ilídio Ribeiro, estudante de engenharia civil no Instituto Superior Técnico, filho de um construtor abastado da cidade. Envolvido nessas iniciativas estava um amigo seu, Ricardo Costa, então aluno da Faculdade de Letras, também opositor ao regime salazarista. Tal como muitos jovens intelectuais da época, frequentavam livrarias e cineclubes em busca das novidades culturais que chegavam de Paris. Ricardo Costa acabará por se assumir como gerente da MONDAR, editora vigiada, como várias outras casas, pela Pide, a polícia política, que perseguia tanto editores como tipógrafos e livreiros.
As tiragens de cada publicação, tanto nos CADERNOS DE HOJE como na MONDAR, não ultrapassavam os 1500 exemplares.

### Cadernos de Hoje
Jazz no Cinema
- Autor: Henry Gauthier[3]
- Prefácio: Raúl Calado
- Edição: 1964

Novíssimo Teatro Português
- Autores: Artur Portela, Filho, Augusto Sobral, Fiama Hasse Pais Brandão, José Sasportes, Maria Teresa Horta, Bernardo Santareno (apelo)
- Edição: 1964

Bergman no Cerco
(colectânea de vários autores)
- O que é fazer filmes de Ingmar Bergman
- Bergman no Cerco (discussão sobre Bergman entre José Vaz Pereira, António Escudeiro, António-Pedro Vasconcelos, Ernesto de Sousa, José Fonseca e Costa, Manuel Villaverde Cabral
- Uma lição de amor? conversa entre António-Pedro Vasconcelos e Alberto Seixas Santos
- Sorrisos de uma noite medieval de José Cardoso Pires
- A necessidade de uma atitude de Jorge Pegado Liz (Jorge Pegado Liz - EESC)
- A vida e a morte de João Veiga Gomes [7]
- O rosto e a más cara do artista de José Vaz Pereira
- O rigor e a vertigem de João Bénard da Costa
- Apresentação de Bergman de Eric Rohmer
- Bergman visto do Brasil de Paulo Emílio Sales Gomes
- Bergman no comércio de Ilídio Ribeiro
- Confrontos – excertos de Armando Baptista-Bastos, Jean-Luc Godard, Roger Leenhardt e Guido Aristarco [8]
- Edição: 1964

'Significado Presente do Realismo Crítico de Georg Lukács
- Tradução: Carlos Saboga[10]
- Prefácio: Georg Lukács
- Edição: 1964, março, Gráfica A Montinjense

Poesia Experimental (VerPoesia Experimental Portuguesa)
«1º caderno antológico organizado por António Aragão e Herberto Helder (…)».
Nota: anunciado como primeiro caderno de uma colecção dos Cadernos de Hoje, o segundo caderno seria lançado em 1966 por iniciativa dos autores.
Colaboração
- poesia encontrada (montagem de recortes de jornais de António Aragão)
- o alquimista, as barcas, o peixe, do teatro, a casa de dentro do poeta (António Barahona da Fonseca)
- atravessado pela cidade, lágrimas, velocidade, as linhas (António Ramos Rosa)
- TRANSPARÊNCIA OBLIVION (E. M. de Melo e Castro)
- fragmento de a máquina de emaranhar paisagens (Herberto Helder)
- Kinetofonias (Salette Tavares)
- Brin cadeiras (Salette Tavares)

Antologia
- os chamados disparates de índia (Luis de Camões)
- EDD’ ORA ADDIO… - MIA SOAVE!...  (Ângelo de Lima)
- ditirambo (Mário Cesariny de Vasconcelos)
- carta para ruggero jacobbi (Emilio Villa)
- O XLI beijo de amor (Quirinus Kuhlman)

Separata um
- ROMA NCE DE IZA MOR F ISMO (António Aragão)
- POEMA FRAGMENTÁRIO (António Aragão)
- Edição: abril 1964
- Impressão em offset na Associação dos Estudantes do Instituto Superior Técnico

### MONDAR editores
Notas para uma análise da Revolução Russa
- Autor: Jean Barrot
- Edição: 4 de fevereiro 1974
- Tipografia: GUIDE, Artes Gráficas, Lda

Política e Linguística – Sobre a resistência
- Autor: Noam Chomsky
- Edição: 18 de janeiro 1974
- Tipografia: GUIDE – Artes Gráficas, Lda

NOTA: apreendido antes da Revolução dos Cravos
Imperialismo e Dependência (coletânea de textos)
- Autores: Salvador Allende (Quem tem as mãos Limpas?: [18] e Olivier Todd (ITT, um gigante acima de qualquer suspeita), Fernando Henrique Cardoso (Imperialismo e dependência na América Latina)
- Edição: 4 de fevereiro 1974
- Tipografia: GUIDE – Artes Gráficas, Lda

NOTA: apreendido antes da Revolução dos Cravos
CIA (desenhos humorísticos)
- Autor: Maurice Siné [20]
- Prefácio: Ricardo Costa
- Edição: maio 1974
- Tipografia: Beira Douro, Lda
- Tiragem: 1500 exemplares

NOTAS: adaptado da edição original de Jean-Jacques Pauvert, Paris. 1968. Graças ao golpe militar do 25 de abril, a PIDE não apreendeu o livro.
Retrato do Colonizado, precedido do Retrato do Colonizador
- Autor: Albert Memmi
- Prefácios de Albert Memmi e de Jean-Paul Sartre
- Edição: 17 de julho 1974
- Tipografia: Editorial Império, Lda